# Cinquena República
La cinquena república és el règim republicà en vigor a França des del 4 d'octubre de 1958, regit per la Constitució de 1958.

## Evolució de la situació política

### Transformació de la política del 1958
El 1r de juny de 1958, la investidura del general De Gaulle marca el començament d'una nova etapa de la República francesa. Durant l'estiu de 1958, es va preparant la nova Constitució.
Aquest text va establir el sistema de doble volta que dona importància al bipartidisme.

### La guerra d'Algèria
Després de la Segona Guerra Mundial, comença la decadència de l'imperi francès. Quan la guerra d'Indoxina ja estava gairebé acabada, l'exèrcit havia de lluitar contra els rebels algerians.

## Presidents
| No. | Fotografia               | Nom                                                    | Inici              | Fi                 | Partit     |
| --- | ------------------------ | ------------------------------------------------------ | ------------------ | ------------------ | ---------- |
| 1.  | Charles de Gaulle        | Charles de Gaulle (1890-1970)                          | 8 de gener de 1959 | 28 d'abril de 1969 | UNR/UDR    |
| -   | Alain Poher              | Alain Poher (Primer mandat) (Interinament) (1909-1990) | 28 d'abril de 1969 | 20 de juny de 1969 | CD         |
| 2.  | Georges Pompidou         | Georges Pompidou (1911-1974)                           | 20 de juny de 1969 | 2 d'abril de 1974  | UDR        |
| -   | Alain Poher              | Alain Poher (Segon mandat) (Interinament) (1909-1990)  | 2 d'abril de 1974  | 27 de maig de 1974 | CD         |
| 3.  | Valéry Giscard d'Estaing | Valéry Giscard d'Estaing (*1926)                       | 27 de maig de 1974 | 21 de maig de 1981 | RI/UDF     |
| 4.  | François Mitterrand      | François Mitterrand (1916-1996)                        | 21 de maig de 1981 | 17 de maig de 1995 | PS         |
| 5.  | Jacques Chirac           | Jacques Chirac (*1932)                                 | 17 de maig de 1995 | 16 de maig de 2007 | RPR/UMP    |
| 6.  | Nicolas Sarkozy          | Nicolas Sarkozy (*1955)                                | 16 de maig de 2007 | 15 de maig de 2012 | UMP        |
| 7.  | François Hollande        | François Hollande (*1954)                              | 15 de maig de 2012 | 14 de maig de 2017 | PS         |
| 8.  |                          | Emmanuel Macron (*1977)                                | 14 de maig de 2017 | en el càrrec       | En marche! |